# Sinadelius nigricans
Sinadelius nigricans är en stekelart som beskrevs av He och Chen 2000. Sinadelius nigricans ingår i släktet Sinadelius och familjen bracksteklar. Inga underarter finns listade i Catalogue of Life.